# タシケント抑留日本人墓地

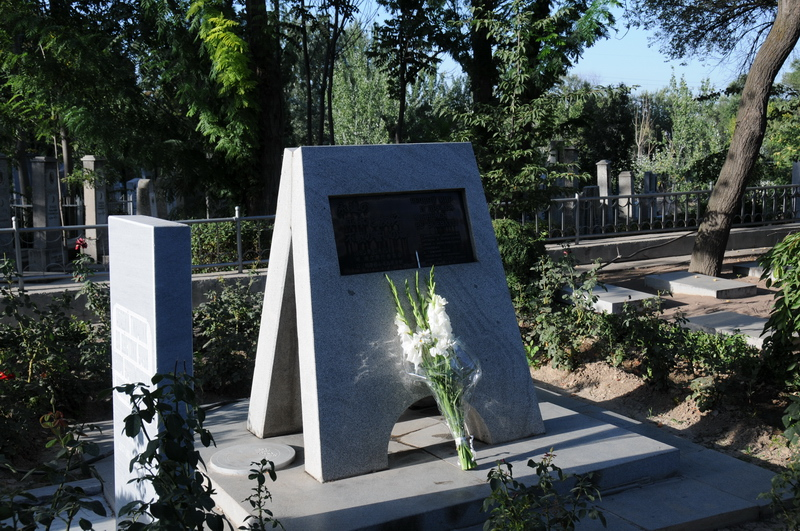
タシケント市ヤッカサライ市民墓地内のタシケント日本人墓地

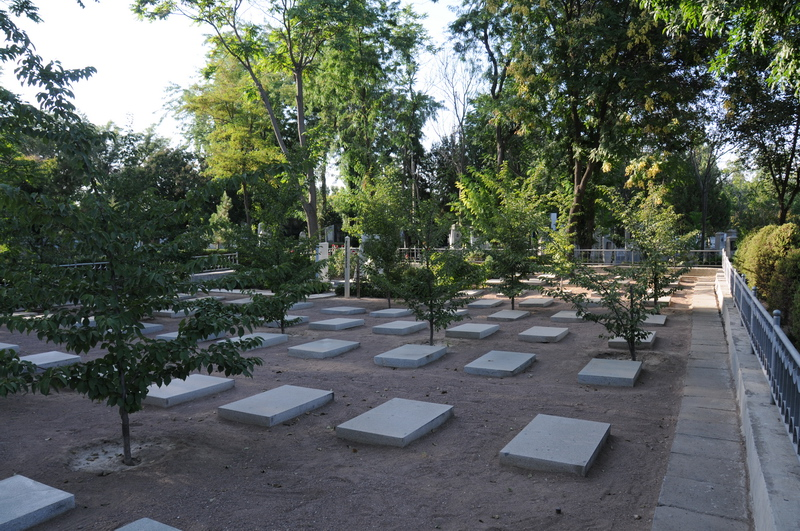
タシュケント市ヤッカサライ市民墓地内のタシュケント日本人墓地全景

タシュケント抑留日本人墓地（タシュケントよくりゅうにほんじんぼち）は、ウズベキスタンの首都タシュケントに存在する日本人抑留者の墓地。

## 概要
場所は市の南東地区、ヤッカサライ通りに位置する公営墓地の一角、ドイツ人墓地に隣接している。
太平洋戦争の終戦直後、中国東北地方（満洲）や樺太に駐留していた日本兵約57.5万人が、武装を解除して投降した後、捕虜としてソビエト連邦内の各地に連行され、過酷な労働を強いられた（詳細はシベリア抑留を参照）。中央アジア地域のウズベキスタンにも約2万3千名の日本軍捕虜が移送され、同国の各地で建設事業に従事する長期的な抑留生活を送り、日ソ間の国交が回復（日ソ共同宣言）され、帰国する1956年までの間に884名（2010年1月現在）が亡くなった。
ヤッカサライにある日本人墓地は、タシュケント地区及びウズベキスタン各地で亡くなった抑留日本人共同墓地である。

## タシュケント日本人墓地
ヤッカサライ通りに位置する公営墓地の一角に日本人抑留者共同墓地として整備されている。ここには、タシュケント市より79名、タシュケント地区墓地より8名、計87名の日本人が眠る。
ソヴィエト時代は土を盛っただけであったがウズベキスタン独立後、遺族関係機関の支援やウズベキスタン政府の協力により、現在のような戦没者名と出身県を刻印した墓石が設けられ、敷地内奥にはこれらウズベキスタン各地に点在する13か所の日本人抑留者墓地の共同慰霊碑が設営されている。隣接してドイツ人抑留者の墓地がある。
鎮魂碑「永遠の平和と友好　不戦の誓いの碑」には1990年5月23日、もうひとつに碑「永遠の平和と友好の誓いの碑」には1995年10月1日の日付が刻まれている。
- 鎮魂碑
  - 鎮魂　タシュケント　埋葬者　ヤッカサライ墓地79名、タシュケント地区墓地8名[5]
  - 永遠の平和と友好 不戦の誓いの碑、1990年5月23日、日ソ親善協会福島県支部[6]
  - 永遠の平和と友好の誓いの碑、1995年10月1日、日本ウズベキスタン友好議員連盟・福島県ウズベキスタン文化経済友好協会・ウズベキスタン国際文化教育交流国民協会[7]

## タシュケント日本人墓地整備の歴史
当初は現地で埋葬されていたが、ソヴィエト連邦崩壊後、遺族や関係者及びウズベキスタン政府の手により、市営ヤッカサライ墓地内の日本人墓地がウズベキスタンで亡くなった日本人抑留者の共同墓地として再整備された。
ヤッカサライ墓地に日本人が埋葬される経緯は、ヤッカサライ墓地の横を走る鉄道工事に従事していた日本人抑留者が病気で亡くなり、この墓地に埋葬したことから徐々に亡くなった抑留者が埋葬されるようになったという。
他方、ソヴィエト連邦政府は、1958年、ウズベキスタンに存在した15か所の抑留日本人墓地の閉鎖を命令した。そして、日本人墓地は一共和国あたり2か所とし、それ以外は更地にせよとの内容であった。ウズベキスタンではカガンとコーカンドの2地区が日本人抑留者の墓地として維持監理を続けられた。
1978年になり、帰国した抑留者及び抑留者の縁戚関係者の渡航が解禁され、墓地整備の下地が作られた。本格的な抑留日本人墓地整備は1983年に福島県ウズベキスタン文化経済友好協会親善使節団がウズベキスタンを訪問したことに始まる。10年後の1990年、交流10周年記念共同事業として福島県ウズベキスタン文化経済友好協会親善使節団が再訪し、タシュケント日本人墓地に鎮魂碑が建立された。
ウズベキスタン独立後の1994年には、アングレンの日本人墓地が整備され、翌1995年、タシュケント日本人墓地にウズベキスタン全土の日本人合同の鎮魂碑が建立された。また、2001年には中山成彬衆議院議員が中心となり「日本人墓地整備と鎮魂の碑建設発起人の会」が設立され、日本全国で募金活動が行なわれた。
2002年、ウズベキスタンの全ての日本人墓地の整備が完了し、5月25日にはベガバード市の日本人墓地において鎮魂碑の除幕式が、タシュケント市では日本人抑留者記念碑除幕式が行われた。日本からは中山議員及び自民党政務調査会長（当時）であった麻生太郎元首相が出席した。2009年には平岡大使がアングレン、コーカンド、フェルガナ、アンディジャンの日本人墓地への墓参を行っている。

## タシュケントに祀られている抑留日本人

### ウズベキスタンでの抑留日本人死亡者数
シベリア抑留中に死亡した46,571名（2013年9月現在）中、ウズベキスタンでは884名命を落としている。
- 第26収容所 〔アンディジャン地区〕　33名
- 第288収容所 〔ベカバード地区〕　148名
- 第360収容所 〔ボスタンデグスキー地区〕　13名
- 第367収容所 〔コーカンド地区〕　242名
- 第372収容所 〔アングレン地区〕　135名
- 第386収容所 〔タシュケント地区〕　266名
- 所属不明　 47名
- 合計884名[14]

## ウズベキスタンの日本人墓地
ウズベキスタンの日本人抑留者の墓地は、タシュケント(en:Tashkent)市ヤッカサライ市営墓地の他、タシュケント市内のヤンギユルとハムジェンスキイに墓地がある。ウズベキスタン国内ではタシュケント州アングレン市（en:Angren, Uzbekistan） 、チルチク市チルチク(en:Chirchiq)、ベカバード(en:Bekobod)市、ボスタンデクス市、フェルガナ州コーカンド(en:Kokand)市、フェルガナ州フェルガナ(en:Fergana)市、アンディジャン州アンディジャン(en:Andijan)市、ブハラ(en:Bukhara)州カガン(en:Kogon, Uzbekistan)など13か所に日本人墓地がある。

## ギャラリー

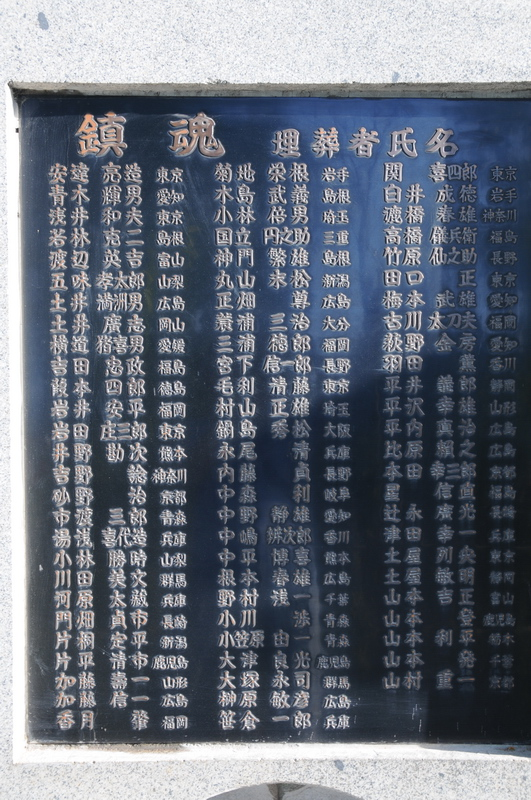
タシュケント市ヤッカサライ市民墓地の抑留日本人墓地（2009年8月1日）
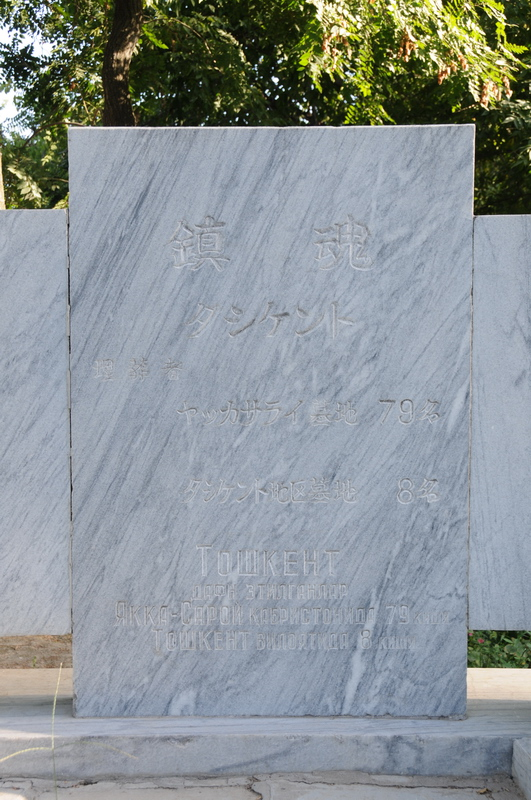
タシュケント市ヤッカサライ市民墓地の抑留日本人墓地（2009年8月1日）